# Falcidens macrafrondis
Falcidens macrafrondis is een schildvoetigensoort uit de familie van de Chaetodermatidae. De wetenschappelijke naam van de soort is voor het eerst geldig gepubliceerd in 1989 door Scheltema.